# ルドルフ・シュワルツ
ルドルフ・シュワルツ（Rudolf Schwarz, 1905年4月29日 - 1994年1月30日）は、オーストリア出身の指揮者、ホロコースト生還者。
ウィーンの生まれ。リヒャルト・ロベルトにピアノ、ハンス・ガルやリヒャルト・シュトラウスに作曲を学ぶ。1922年にウィーン国立歌劇場にヴィオラ奏者として就職したが、1924年にはデュッセルドルフ歌劇場でジョージ・セルのアシスタントとなり、指揮者に転身した。1927年からカールスルーエ州立歌劇場の指揮者陣の一人となったが、ユダヤ人だったために1933年にナチスの人事介入により解雇されている。1936年にベルリン・ユダヤ文化協会の音楽監督となったが、1939年にナチス当局に捕縛され、1941年にアウシュヴィッツ＝ビルケナウ強制収容所に収容されている。第二次世界大戦終戦前にはベルゲン・ベルゼン強制収容所に移動させられるまでに肩を負傷し、終生その傷に悩まされることとなった。1947年にはイギリスに行き、ボーンマス交響楽団の首席指揮者を1951年まで引き受けた。1951年から1957年までバーミンガム市交響楽団の首席指揮者を務め、1957年から1962年までBBC交響楽団の首席指揮者となった。1964年から1973年までノーザン・シンフォニアで指揮を執り、1970年末まで古巣のボーンマス交響楽団、イギリス・オペラ・グループやベルゲンのハーモニエン管弦楽団などに客演を重ねた。1980年代に入ると次第に指揮活動から遠ざかるようになった。
1973年にはCBEを受勲している。
ロンドンにて没。

## 註
1. ↑  arkivmusic.com

| スタブアイコン | サブスタブ | この項目は、まだ閲覧者の調べものの参照としては役立たない、人物に関連した書きかけの項目です。この項目を加筆・訂正などしてくださる協力者を求めています（P:人物伝/PJ:人物伝）。 |